# Døden i Venedig (film)
Døden i Venedig (originaltitel: Morte a Venezia) er en italiensk film fra 1971, instrueret af Luchino Visconti. Filmen bygger på Thomas Manns novellette af samme navn. Hvor Manns hovedperson er forfatter, gør Visconti ham til komponist.

## Handling
Gustav von Aschenbach (Dirk Bogarde) tager af helbredsmæssige årsager på en rekreationsrejse til Venedig. På hotellet og Lidoen betages han af synet af den billedskønne halvvoksne dreng Tadzio (Björn Andrésen), som er på ferie sammen med sin aristokratiske polske familie. Foruroligende tegn på en koleraepidemi bagatelliseres af de lokale myndigheder, men i stigende grader af panik afbryder overklassegæsterne deres ferie og tager hjem. Aschenbach beslutter sig for at følge eksemplet, pakker og gør klar til afrejse men fortryder på banegården. Han har svært ved at forlade det sted, hvor han har set den smukke dreng. Hos en frisør lader han sit grånende hår farve sort og sit ansigt hvidt og læberne røde, hvorved han mimer en grotesk klovnelignede mand, han havde oplevet på færgen i filmens begyndelse. En sidste gang sætter han sig i liggestolen ved sit badehus og betragter Tadzio, der erotisk leger på stranden med en ældre dreng. Da næsten alle har forladt Lidoen findes Aschenbach siddende død.

## Produktion

### Musik
Flere af Gustav Mahlers symfonier bruges til at understrege og farve filmens temaer. Mest den femte symfonis adagietto, som nærmest styrer klipningen af den sidste scene.